# Agares

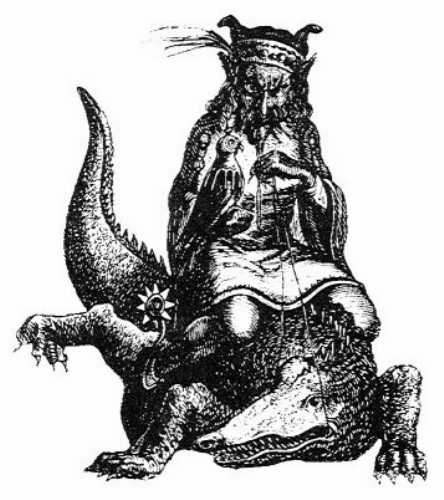
Agares według Słownika wiedzy tajemnej Collina de Plancy, 1863.

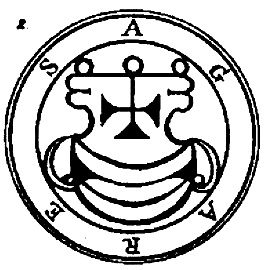
Pieczęć Agaresa wg Goecji Crowleya i Mathersa.

Agares – w tradycji okultystycznej demon, upadły anioł, książę piekła (znajduje się pod zwierzchnictwem wschodu). Znany jest również pod imionami Agreas i Aguares. Włada 31 legionami duchów.  W Lemegetonie i Pseudomonarchii Daemonum jest drugim duchem. Przed upadkiem przynależał do drugiego kręgu, chóru mocy (chóru cnót). Uważany jest za demona odwagi. Rządzi wszystkimi duchami ziemskimi.

## Wdemonologii
By go przywołać i podporządkować potrzebna jest jego pieczęć, która według Sztuki Goecji powinna być zrobiona z miedzi.
Potrafi wywoływać trzęsienia ziemi. Naucza wszystkich języków. Może niszczyć duchowe i doczesne godności. Potrafi zmieniać bieg wydarzeń i sprowadzać uciekinierów. Jednoczy rozbite armie i przywraca im siłę oraz wiarę w zwycięstwo.
Jego wygląd sprawia miłe wrażenie, aczkolwiek ukazuje się pod postacią starego męża ujeżdżającego krokodyla i trzymającego na pięści krogulca.

## Wkulturze popularnej
- W grze fabularnej Dungeons & Dragons, w dodatku Tome of Magic: Pact, Shadow, and True Name Magic gracze mogą z nim zawrzeć pakt, przedstawiany jest jako krokodyl i jastrząb.
- W grze Vagrant Story pojawia się jako "Agales Chain".
- W grze Shin Megami Tensei: Devil Survivor jest demon o imieniu Agares, którego można kupić na "aukcji demonów". Jest drugi, pod względem siły w wyścigu "Fallen".
- W powieści "Ja, diablica" autorstwa Katarzyny Bereniki Miszczuk, Agares występuje jako jeden z demonów którzy biorą udział w polowaniu na ludzi (razem z Pajmonem).
- W mandze Magi autorstwa Shinobu Otaki, Agares występuje jako jeden z dżinnów napotkanych w lochach.
- Film pt. Krucyfiks z 2017 r. opowiada historię opętania przez demona Agares.